# Санта-Мария-сопра-Минерва (титулярная церковь)
Титулярная церковь Санта-Мария-сопра-Минерва — титулярная церковь была создана Папой Павлом IV 24 марта 1557 года. Титул принадлежит базилике Святой Марии над Минервой, расположенной в районе Рима Пинья, на площади Минервы, недалеко от Пантеона.

## Список кардиналов-священников титулярной церкви Санта-Мария-сопра-Минерва
- Антонио Микеле Гислиери, O.P., (24 марта 1557 — 14 апреля 1561 назначен кардинал-священник Санта-Сабина);
- Антонио Микеле Гислиери, O.P., (15 мая 1565 — 7 января 1566 — избран Папой Пием V), (во второй раз);
- Микеле Бонелли, O.P., (20 марта 1566 — 8 ноября 1589 — назначен кардиналом-священником Сан-Лоренцо-ин-Лучина);
- Джироламо Бернерио, O.P., (8 ноября 1589 — 17 июня 1602 — назначен кардиналом-священником Сан-Лоренцо-ин-Лучина);
- Франческо Мария Таруджи, Orat., (17 июня 1602 — 11 июня 1608, до смерти);
- Филиппо Спинелли (10 сентября 1608 — 25 мая 1616, до смерти);
- Ладислао д’Аквино (17 октября 1616 — 21 февраля 1621, до смерти);
- Джулио Рома (3 марта 1621 — 28 марта 1639 — назначен кардиналом-священником Санта-Прасседе);
- Джамбаттиста Альтьери (31 августа 1643 — 26 ноября 1654, до смерти);
- Жан-Франсуа-Поль де Гонди де Рец (14 мая 1655 — 24 августа 1679, до смерти);
- Филипп Томас Говард, O.P., (25 сентября 1679 — 17 июня 1694, до смерти);
- Хосе Саэнс де Агирре де, O.S.B., (30 августа 1694 — 19 августа 1699, до смерти);
- Луи-Антуан де Ноай (3 января 1701 — 3 марта 1729 — назначен кардиналом-священником Сан-Систо);
- Агостино Пипиа, O.P., (3 марта 1729 — 21 февраля 1730, до смерти);
- Филипп Людвиг фон Зинцендорф (14 августа 1730 — 28 сентября 1747, до смерти);
- Даниэле Дольфин (20 ноября 1747 — 19 июля 1758 — назначен кардиналом-священником Сан-Марко);
- Джузеппе Поццобонелли (2 августа 1758 — 28 мая 1770 — назначен кардиналом-священником Сан-Лоренцо-ин-Лучина);
- Шипионе Боргезе (12 декабря 1770 — 26 декабря 1782, до смерти);
- Томмазо Мария Гилини (17 февраля 1783 — 4 апреля 1787, до смерти);
- Винченцо Рануцци (28 сентября 1787 — 27 октября 1800, до смерти);
- Джулио Мария делла Сомалья (20 июля 1801 — 26 сентября 1814 — назначен кардиналом-епископом Фраскати);
- Франческо Луиджи Фонтана, C.R.S.P., (29 апреля 1816 — 19 марта 1822);
- Франческо Бертаццоли (16 мая 1823 — 15 декабря 1828 — назначен кардиналом-епископом Палестрины);
- Бенедетто Барберини (21 мая 1829 — 2 июля 1832 — назначен кардиналом-священником Санта-Мария-ин-Трастевере);
- Джузеппе Мария Вельци, O.P., (17 декабря 1832 — 23 ноября 1836, до смерти);
- Антонио Франческо Ориоли, O.F.M.Conv., (15 февраля 1838 — 30 сентября 1850 — назначен кардиналом-священником Санти-Апостоли);
- Раффаэле Форнари (10 апреля 1851 — 15 июня 1854, до смерти);
- Гильерме Энрикеш де Карвалью (30 ноября 1854 — 15 ноября 1857, до смерти);
- Франческо Гауде, O.P., (21 декабря 1857 — 14 декабря 1860, до смерти);
- Гаэтано Бедини (30 сентября 1861 — 6 сентября 1864, до смерти);
- Маттео Эустакио Гонелла (16 марта 1868 — 15 апреля 1870, до смерти);
- Джона Макклоски (17 сентября 1875 — 10 октября 1885, до смерти);
- Сеферино Гонсалес-и-Диас Туньон, O.P., (17 марта 1887 — 29 ноября 1894, до смерти);
- Эджидио Маури, O.P., (2 декабря 1895 — 13 марта 1896, до смерти);
- Серафино Кретони (3 декабря 1896 — 3 февраля 1909, до смерти);
- Джон Мёрфи Фарли (30 ноября 1911 — 17 сентября 1918, до смерти);
- Теодоро Вальфре ди Бонцо (18 декабря 1919 — 25 июня 1922, до смерти);
- Станислас-Артюр-Ксавье Туше (14 декабря 1922 — 23 сентября 1926, до смерти);
- Джузеппе Гамба (23 декабря 1926 — 26 декабря 1929, до смерти);
- Джулио Серафини (3 июля 1930 — 16 июля 1938, до смерти);
- Эжен Тиссеран (11 декабря 1939 — 18 февраля 1946 — назначен кардиналом-епископом Порто и Санта-Руфина);
- Клементе Микара (22 февраля 1946 — 13 июня 1946), in commendam (13 июня 1946 — 11 марта 1965, до смерти);
- Антонио Саморе (29 июня 1967 — 24 декабря 1974 — назначен кардиналом-епископом Сабины и Поджо Миртето);
- Дино Стаффа (24 мая 1976 — 7 августа 1977, до смерти);
- Анастасио Альберто Баллестреро, O.C.D., (30 июня 1979 — 21 июня 1998, до смерти);
- Кормак Мёрфи-О’Коннор (21 февраля 2001 — 1 сентября 2017, до смерти);
- Антониу Аугусту душ Сантуш Марту (28 июня 2018 — по настоящее время).